# Herb gminy Dziadowa Kłoda
Herb gminy Dziadowa Kłoda – jeden z symboli gminy Dziadowa Kłoda, ustanowiony 20 czerwca 2000. 

## Wygląd i symbolika
Herb przedstawia na tarczy w polu niebieskim srebrny pas z prawa w skos, a na nim dwie czerwone róże oraz srebrną tarczę z czerwonym krzyżem i sześcioramienną gwiazdą. Herb nawiązuje do przynależności Dziadowej Kłody do zakonu Krzyżowców z Czerwoną Gwiazdą we Wrocławiu.